# Lista zabytków w Dingli
To jest lista zabytków w miejscowości Dingli na Malcie, które są umieszczone na liście National Inventory of the Cultural Property of the Maltese Islands.

## Lista
| Nazwa zabytku                            | Lokalizacja                                          | Współrzędne                                   | Nr na liście NICPMI | Zdjęcie |
| ---------------------------------------- | ---------------------------------------------------- | --------------------------------------------- | ------------------- | ------- |
| Nisza św. Józefa                         | 86, Triq il-Kbira                                    | 35°51′40,8″N 14°23′02,0″E/35,861333 14,383889 | 2300                |         |
| Nisza Niepokalanego Poczęcia             | 2, Triq il-Kunċizzjoni                               | 35°51′40,2″N 14°22′59,4″E/35,861167 14,383167 | 2301                |         |
| Nisza Wniebowzięcia                      | Triq il-Paroċċa                                      | 35°51′38,4″N 14°22′56,1″E/35,860667 14,382250 | 2302                |         |
| Nisza Wniebowzięcia                      | 17, Triq il-Paroċċa                                  | 35°51′38,0″N 14°22′56,3″E/35,860556 14,382306 | 2303                |         |
| Płaskorzeźba Bożego Narodzenia           | 27, Triq il-Paroċċa                                  | 35°51′37,7″N 14°22′55,7″E/35,860458 14,382125 | 2304                |         |
| Kościół parafialny pw. Wniebowzięcia NMP | Triq il-Paroċċa                                      | 35°51′37,6″N 14°22′53,7″E/35,860444 14,381583 | 2305                |         |
| Nisza św. Pawła                          | "San Pawl", 4, Triq il-Kbira                         | 35°51′32,7″N 14°22′54,3″E/35,859083 14,381750 | 2306                |         |
| Kaplica Matki Bożej Bolesnej             | Triq it-Turretta / Triq il-Maddalena                 | 35°51′28,7″N 14°22′52,3″E/35,857972 14,381194 | 2307                |         |
| Kaplica św. Marii Magdaleny              | Triq Ħal-Tartarni                                    | 35°51′06,1″N 14°23′08,4″E/35,851694 14,385667 | 2308                |         |
| Nisza Matki Bożej z Dzieciątkiem         | Triq il-Maddalena                                    | 35°51′26,4″N 14°23′00,5″E/35,857333 14,383472 | 2309                |         |
| Nisza Wniebowzięcia                      | 57, Triq il-Kbira (Policja)                          | 35°51′39,1″N 14°22′58,4″E/35,860861 14,382889 | 2310                |         |
| Nisza św. Łucji                          | Triq il-Gvernatur William Reid / Triq Carmelo Bugeja | 35°51′40,5″N 14°22′39,1″E/35,861250 14,377528 | 2311                |         |
| Statua św. Pawła                         | Triq San Pawl tal-Pitkali (przy przystanku "Pitkal") | 35°51′37,6″N 14°22′19,8″E/35,860444 14,372167 | 2312                |         |
| Kaplica św. Dominiki                     | Triq il-Għajn                                        | 35°51′48,2″N 14°23′04,6″E/35,863389 14,384611 | 2313                |         |